# Sydney Sixers
Sydney Sixers – australijski klub krykietowy z siedzibą w Sydney.
Występuje w rozgrywkach KFC T20 Big Bash League, a powstał w 2011 roku w wyniku ich reorganizacji. Domowe mecze rozgrywa na Sydney Cricket Ground.
W sezonie 2011/12 został zwycięzcą Big Bash League.